# Locale di Piscopio
Il Locale di Piscopio o Società di Piscopio, talvolta anche Clan dei piscopisani è un'organizzazione criminale appartenente alla 'ndrangheta e nata tra il 2009 ed il 2010 nella frazione Piscopio di Vibo Valentia ed è operativa nel vibonese in particolare a Piscopio e a Stefanaconi, nella provincia di Vibo Valentia e nella città di Vibo Valentia.
Le attività illecite praticate dall'organizzazione vanno dal traffico e spaccio di stupefacenti all'estorsione.
Dalle operazioni Minotauro e Crimine si evince che il locale ha solidi contatti nel vibonese con i Bonavota, nel resto della Calabria con i Pelle di San Luca, gli Aquino di Marina di Gioiosa Jonica, i Commisso di Siderno e nel torinese con i Catalano e D’Onofrio.

## Storia
A Piscopio secondo il pentito Moscato e dalle carte dell'inchiesta Rimpiazzo del 2019 sarebbe già esistito sin dagli anni '80 un locale retto da Francesco D'Angelo ed il capobastone Michele Giuseppe Piperno, detto U tanguni e chiuso attorno al 2000.
Il nuovo locale nasce invece tra il 2009 e il 2010 nel ristorante la Marinella di Pizzo Calabro con il consenso di membri di 'ndrangheta di Siderno e del torinese.
Nel 2011 a Stefanaconi scoppia l'omonima faida di Stefanaconi con i Patania che provocherà 5 morti, tra cui quello del boss Fortunato Patania e 6 tentati omicidi. L'operazione Gringia delle forze dell'ordine porterà all'arresto nei confronti di esponenti dei Patania e altre operazioni porteranno nuovi arresti nei confronti dei piscopisani facendo concludere la faida nel 2012.
Il 1º giugno 2018 viene chiuso l'American Bar di Vibo Valentia in quanto il proprietario del bar avrebbe funto da prestanome al fratello di un esponente di spicco dei piscopisani.
Il 9 aprile 2019 si conclude l'operazione Rimpiazzo contro 31 persone operanti in provincia di Bologna facenti capo al locale di Piscopio della frazione Piscopio di Vibo Valentia. Sono accusate a vario titolo di associazione mafiosa, estorsione, danneggiamento, rapina, traffico di droga, spaccio di droga, detenzione illegale di armi ed esplosivi.
Il 22 ottobre 2019 lo Squadrone eliportato carabinieri cacciatori "Calabria" scopre in un edificio a Vibo Valentia un arsenale di armi riconducibile al clan nascosto nelle mure perimetrali. Su una di queste era scritto: "Minofrio, Mismizzu e Misgarro", i tre cavalieri che si usano nel rito per il conferimento della dote di sgarrista.

## Struttura
La struttura sarebbe compartimentata in società maggiore e società minore.
Il capo-società sarebbe stato Giuseppe Salvatore Galati detto "Pino u Ragioneri", il capo locale sarebbe stato Nazzareno Fiorillo mentre il ruolo di contabile sarebbe stato di Michele Fiorillo, alias “Zarrillo”.

## 'ndrine
- Altamura[1]
- Emanuele[1]
- Gallace[1]
- Loielo[1]
- Maiolo[1]

## Esponenti di spicco
- Giuseppe Salvatore Galati (1964), capo società, arrestato nell'operazione Rimpiazzo del 2019.
- Michele Fiorillo, detto “Zarrillo” (1986), capo locale, condannato a 8 anni nel processo Crimine.
- Nazzareno Fiorillo, detto "U Tartaru" (1965), contabile, arrestato nell'operazione Rimpiazzo del 2019.
- Raffaele Moscato, con la dote di vangelista, arrestato nel 2014 e collaboratore di giustizia dal 2015.